# Actor's and Sin
Actor's and Sin is een Amerikaanse filmkomedie uit 1952 onder regie van Ben Hecht en Lee Garmes.

## Verhaal
De film bestaat uit twee segmenten. In Actor's Blood doet Maurice Tillayou de zelfmoord van zijn dochter lijken op een moord. Op die manier staat een onsuccesvolle actrice voor één keer in de schijnwerpers. In Woman of Sin ondervindt literair agent Higgens veel moeilijkheden met de 9-jarige schrijfster van een pikant boek.

## Rolverdeling
| Acteur             | Personage                 |
| ------------------ | ------------------------- |
| Edward G. Robinson | Maurice Tillayou          |
| Marsha Hunt        | Marcia Tillayou           |
| Dan O'Herlihy      | Alfred O'Shea / Verteller |
| Rudolph Anders     | Otto Lachsley             |
| Alice Key          | Juffrouw Thompson / Tommy |
| Ric Roman          | Clyde Veering             |
| Peter Brocco       | Mijnheer Herbert          |
| Elizabeth Root     | Mevrouw Herbert           |
| Joseph Mell        | George Murry              |
| Irene Martin       | Mevrouw Murry             |
| Herb Bernard       | Emile                     |
| Robert Carson      | Thomas Hayne              |
| Eddie Albert       | Orlando Higgens           |
| Alan Reed          | J.B. Cobb                 |
| Tracey Roberts     | Juffrouw Flannigan        |